# Бернард Авелідес
Бернард Авелі́дес (нар. ?, Вільно — пом. 23 квітня 1617, Львів) — будівничий, чернець бернардинського ордену литовського походження.
Виконав ескізи і керував будівництвом:
- у Львові — з 1600 року костьолу бернардинців і костьолу кларисок у 1607 році;
- у Сокалі — у 1604—1607 роках костьолу Богородиці монастиря бернардинців.

У 1610 чи 1611 році створив мармуровий надгробок Яна з Дуклі для львівського костьолу бернандинців.